# Problema de l'hort

Una disposició de nou punts (relacionada amb la configuració de Pappus) formant deu línies de 3 punts.

En geometria discreta, el problema de l'hort demana el màxim nombre de línies de 3 punts assolibles per una configuració de punts en el pla.
També s'anomena problema de plantar arbres o simplement el problema de l'hort. També hi ha investigacions sobre quantes línies de punts k hi pot haver. Hallard T. Croft and Paul Erdős han demostrat 
tk > c n² / k3, on n és el nombre de punts i tk és el nombre de línies 'k.
La seva construcció conté algunes línies de m punts, on m> k. També es pot fer la pregunta si aquests no estan permesos.

## Seqüència de nombre enter
Definiu t₃hort(n) com el nombre màxim de línies de 3 punts assolibles amb una configuració de n punts. Per a un nombre arbitrari de punts, n, t₃hort(n) va ser (1/6)n² − O(n) el 1974.
Els primers valors de t₃hort(n) es donen a la taula següent (successió A003035 a l'OEIS).
| n         | 4 | 5 | 6 | 7 | 8 | 9  | 10 | 11 | 12 | 13 | 14 |
| --------- | - | - | - | - | - | -- | -- | -- | -- | -- | -- |
| t3hort(n) | 1 | 2 | 4 | 6 | 7 | 10 | 12 | 16 | 19 | 22 | 26 |

## Límits superiors i inferiors
Atès que cap de les dues línies pot compartir dos punts diferents, un límit superior trivial per al nombre de línies de 3 punts determinades per n punts és
{\displaystyle \left\lfloor {\binom {n}{2}}{\Big /}{\binom {3}{2}}\right\rfloor =\left\lfloor {\frac {n^{2}-n}{6}}\right\rfloor .}
Utilitzant el fet que el nombre de línies de 2 punts és com a mínim 6n/13 (Csima & Sawyer 1993), aquest superior lligat pot ser abaixat a
{\displaystyle \left\lfloor {\frac {{\binom {n}{2}}-6n/13}{3}}\right\rfloor =\left\lfloor {\frac {n^{2}}{6}}-{\frac {25n}{78}}\right\rfloor .}
Els límits inferiors per a t₃hort(n) veuen construccions per a conjunts de punts amb moltes línies de 3 punts. El límit quadràtic més primerenc de ~ (1/8)n² va ser donat per Sylvester, que va col·locar n punts a la corba cúbica y = x3. Això va ser millorat per [(1/6)n² − (1/2)n] + 1 el 1974 per (txt), emprant una construcció basada en les funcions el·líptiques de Weierstrass.
Al setembre de 2013, Ben Green i Terence Tao van publicar un document en el qual demostren que per a tots els conjunts de punts de mida suficient, n > n0, hi ha com a màxim ([n(n - 3)/6]  + 1) = [(1/6)n² − (1/2)n + 1] línies de 3 punts que aparella el més baix va lligar establert per Burr, Grünbaum i Sloane. Això és lleugerament més ben que el lligat que directament seguiria del seu estanc més baix lligat de n/2 pel nombre de línies de 2 punts: [n(n − 2)/6], es va demostrar en el mateix document i es va resoldre un problema de 1951 plantejat de forma independent per Gabriel Andrew Dirac i Theodore Motzkin.